# Judenturm Maribor

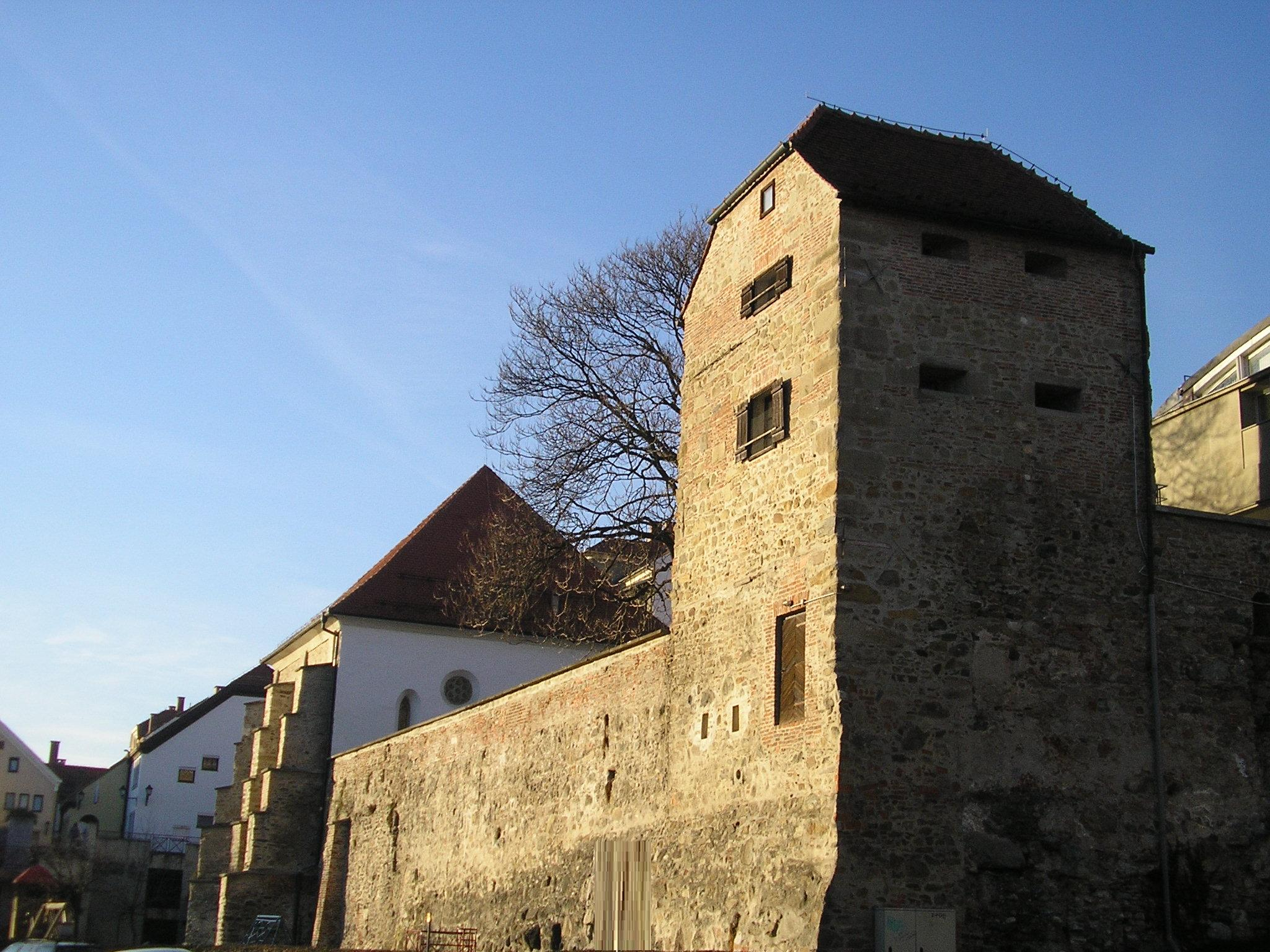
Judenturm und Synagoge in Maribor, 2008

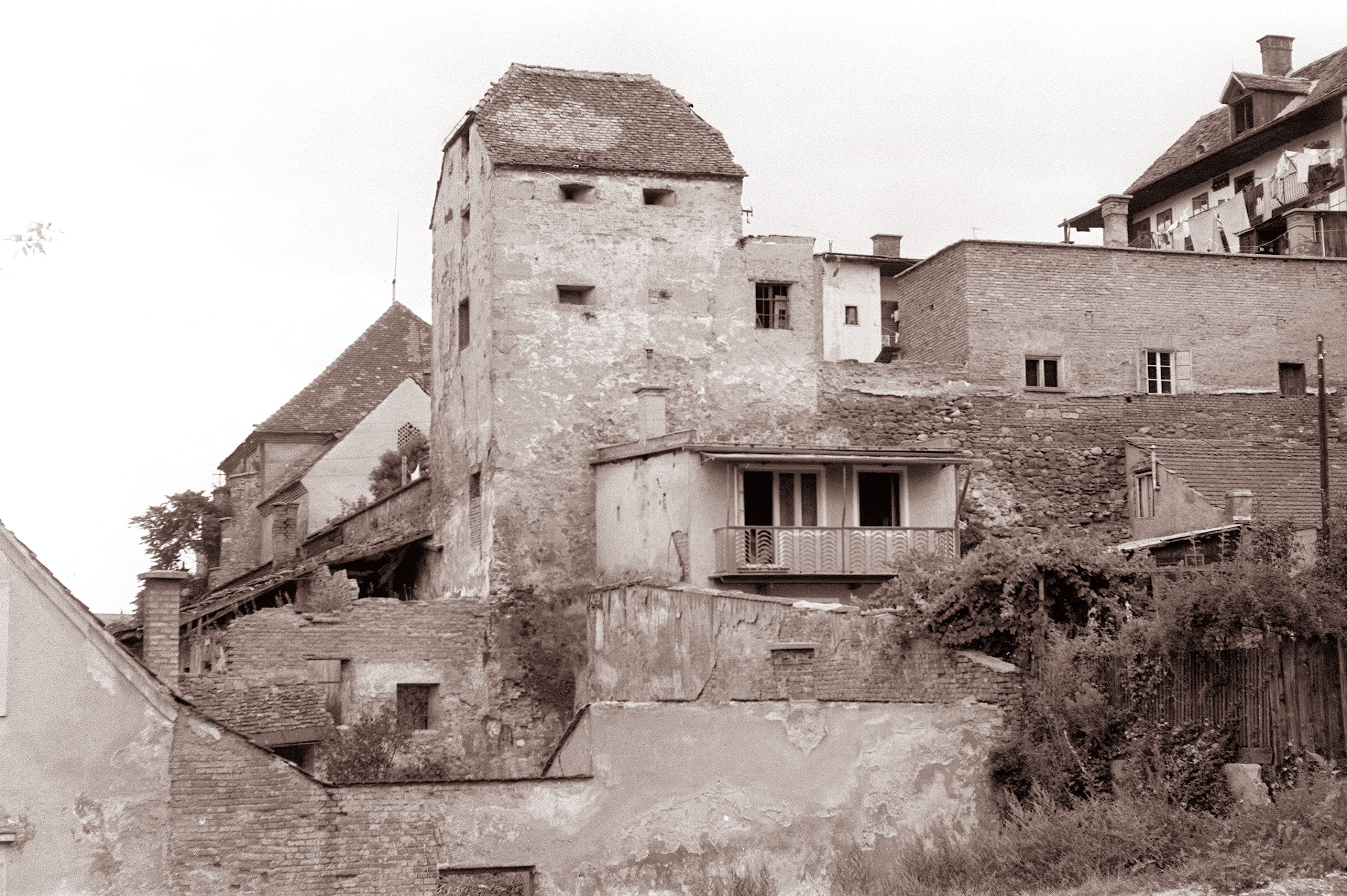
Judenturm Synagoge und Judenturm in Maribor, 1961

Der Judenturm (slowenisch Židovski stolp) am Judenplatz gegenüber der Synagoge in Maribor im Osten Sloweniens ist ein Wehrturm aus dem 15. Jahrhundert. Das Bauwerk ist seit 2001 ein geschütztes Kulturdenkmal.

## Geschichte
Der Turm wurde etwa 1465 im Bereich des jüdischen Viertels bzw. Ghettos an der südöstlichen Ecke der Mariborer Stadtmauer erbaut. Zuvor stand an seiner Stelle die Stadtsternwarte. Mit dem Bau dieses Turms wurde die Verteidigung des südöstlichen Teils der Stadt gestärkt, da der Wasserturm und der Teil der Mauer, der den Wasserturm und den Judenturm verband, zu dieser Zeit noch nicht existierten.
Nach der Ausweisung der Juden aus Maribor im Jahr 1497 unter Maximilian I.
wurde der Turm im Jahr 1501 wurde von den Marburgern Bürgern Barbara und Bernardin Drukher gekauft, die auch mehrere andere Gebäude im ehemaligen jüdischen Viertel erwarben, darunter das Gebäude der ehemaligen Synagoge. Der Turm wurde später Eigentum der Stadt. Im Jahr 1646 wohnte darin der Stadtwachtmeister Christof Schäferl. Später wurde der Turm zum Obstlager.
Im letzten Viertel des 17. Jahrhunderts wurde der Turm erhöht und mit einem Satteldach gedeckt. Die 1,5 Meter dicken Mauern bestehen im unteren Teil aus Stein und im oberen Teil aus Ziegeln.

## Heutige Nutzung
Im renovierten Turm veranstaltet der Fotoklub Maribor in der Fotogalerija Stolp Ausstellungen.